# 2298 Сендіжон
2298 Сендіжон (2298 Cindijon) — астероїд головного поясу, відкритий 2 жовтня 1915 року.
Тіссеранів параметр щодо Юпітера — 3,496.